# سن بن
سن بن (بالصينية: 孙彬) (25 أبريل 1985 بتشينغداو في الصين - ) هو لاعب كرة قدم صيني في مركز الدفاع. لعب مع كينغداو جونون.